# Numărătoare inversă
Numărătoare inversă (2014) este al doilea volum al scriitorului român Eugen Lenghel. Majoritatea povestirilor cuprinse în acest volum sunt texte de tinerețe ale autorului, printre ele numărându-se și debutul său literar ("Cutia roșie"), sau povestirile incluse în numărul 6 al publicației "Clubul SF", apărut în 1990.

## Conținut
- Cutia roșie (1989)
- Insula de ceară (1990)
- NOxigen 17.95 (2012)
- Primii pași (1990)
- Breakpoint (inedită)
- La orizont, mereu limita (inedită)

## Intriga

### Cutia roșie
Aceasta este prima povestire publicată de Eugen Lenghel, în 1989, în Almanahul Anticipația 1990. Într-un viitor apropiat, în care rețelele de calculatoare sunt la ordinea zilei, un grup de oameni descoperă la fenomene inexplicabile de intereferență și telepatie. Cercetările îi duc la concluzia că de vină ar fi calculatoarele care lucrează cu rețele neuronale, acestea influențând biocâmpul cerebral uman. În spatele întregii situații par însă a sta câțiva copii extrem de dotați.

### Insula de ceară
Povestirea a fost publicată pentru prima oară în 1990 numărul 6 al colecției "Clubul SF". Personajul principal este trimis pe o planetă acoperită în mare parte de ape, pentru a schița harta ecosistemului ei, a-i studia evoluția și a propune soluții de salvare ale acestuia.

### NOxigen 17.95
Apărută online în februarie 2012 în revista SRSFF, această povestire-avertisment prezintă un viitor în care nivelul de poluare al aerului a atins cote alarmante. Cu toate acestea, autoritățile încearcă să mențină liniștea în rândul populației, încercând să demonstreze că lucrurile nu sunt așa de grave precum suspectează unii oameni.

### Primii pași
Publicată inițial sub titlul "Primii pași, întâiul dans", povestirea a fost inclusă în același număr al din "Clubul SF" ca și "Insula de ceară". O expediție pământeană este nevoită să aterizeze pe o planetă necunoscută din cauza defecțiunii unui motor. Pe aceeași planetă ajunge și o navă extraterestră, ai cărei ocupanți comunică telepatic. După un prim contact ezitant de ambele părți, pământenii îi ajută să exploateze un zăcământ aflat în sol și, în schimb, sunt ajutați să-și repare motorul.

### Breakpoint
Povestirea, dedicată lui Ștefan Ghidoveanu, aduce în discuție tema calculatorului care capătă conștiință de sine, devenind un creator.

### La orizont, mereu limita
Acest al doilea text inedit al volumului a fost dedicat de autor lui Mihail Grămescu. Ea relatează povestea unor oameni a căror viață se desfășoară într-un decor perfect din punct de vedere geometric, ale cărui margini nu le pot depăși, întocmai ca în realitatea virtuală.

## Opinii critice
Viorel Pîrligras consideră volumul „un melanj plin de savoare pentru iubitorii science-fictionului”, alternând de la o „atmosferă tarkovskiană, pe care autorul o manifestă în anii terminali ai unui regim” până la „avântul creativ ce apare odată cu eliberarea din chingile unei ideologii impuse”.